# Antidotes
Cet article concerne l'essai d'Eugène Ionesco. Pour l'antidote utilisé en médecine, voir antidote.
Antidotes est un essai d'Eugène Ionesco publié en 1977.

## L'histoire
Antidotes est un recueil d'articles, de polémiques et de pamphlets que l'auteur a choisi parmi ses différents articles des années 1960-1974. Il y ajoute ses pensées philosophiques.
De plus cet ouvrage est connu pour son absurdité de l'existence et des rapports sociaux à travers un univers parodique et symbolique.

## Citations
« Ne pas penser comme les autres, cela veut dire simplement que l'on pense. »